# Pobladura de Pelayo García
Pobladura de Pelayo García è un comune spagnolo di 542 abitanti situato nella comunità autonoma di Castiglia e León.